# Rob Gee
Robert Gilmore, bedre kendt som Rob Gee, (født 26. maj 1971, New Jersey, USA), er en amerikansk/hollandsk dj og musikproducer. Han er født og opvokset i New Jersey, USA, men er dog senere flyttet til Holland. Tidligt i karrieren var han med i gabbergruppen Rotterdam Terror Corps, men har senere hen fået et tættere samarbejde med Neophyte.
Han er manden bag Masters Of Hardcore, verdens førende hardcore/gabber-event.